# 316450 Changhsiangtung
316450 Changhsiangtung è un asteroide della fascia principale. Scoperto nel 2008, presenta un'orbita caratterizzata da un semiasse maggiore pari a 2,7415020 au e da un'eccentricità di 0,1103455, inclinata di 3,51282° rispetto all'eclittica.